# Maja Buždon

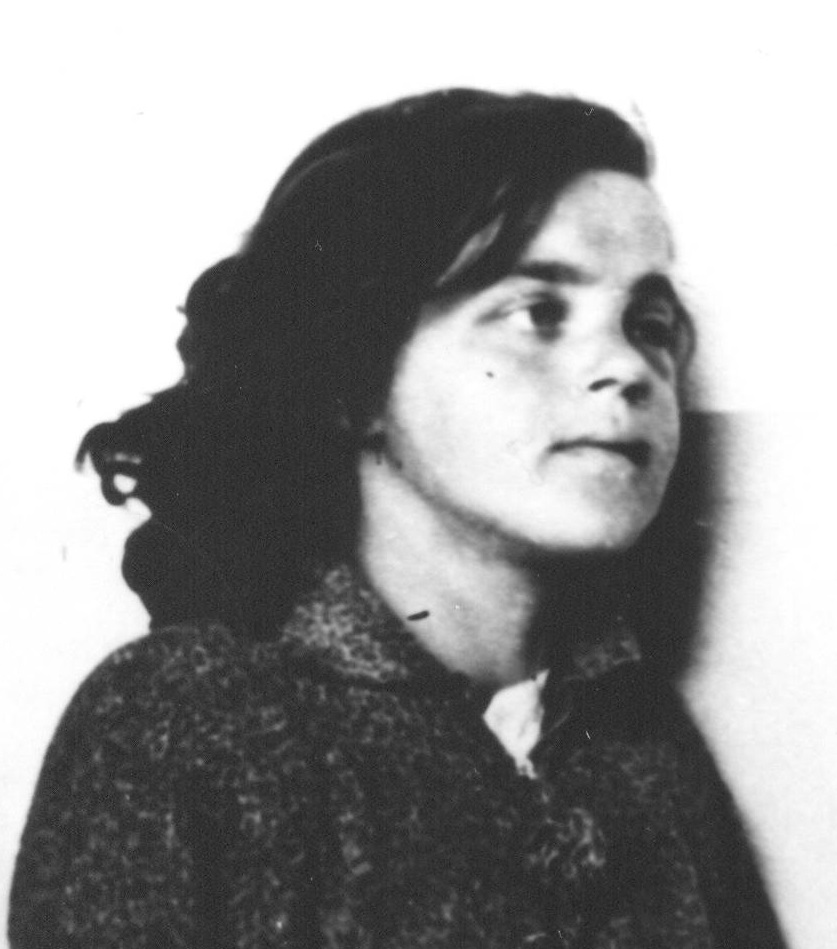
Maja Buždon

Marija Buždon-Slomić (genannt Maja; auch Budjon geschrieben; * 15. August 1923 in Praputnjak bei Bakar, Königreich Jugoslawien; † 28. Mai 1945 in Zagreb, Jugoslawien) war im Zweiten Weltkrieg ein Mitglied der faschistischen Ustascha und Kriegsverbrecherin. Sie war von 1942 bis 1945 Leiterin der Frauen-Sektion im KZ Stara Gradiška, einem Außenlager des KZ Jasenovac während des Unabhängigen Staates Kroatien (NDH). Zusammen mit Nada Šakić und Božica Obradović, die sich alle drei damit brüsteten, höchstpersönlich Verbrechen in den Konzentrationslagern verübt zu haben, wurden sie als „Crna trojka“ („Die schwarzen Drei“) bekannt.

## Geschichte
Nachdem 1941 mit Unterstützung der Achsenmächte der „Unabhängige Staat Kroatien“ gegründet worden war, trat Buždon-Slomić der Ustascha-Bewegung bei. 1942 wurde sie Wärterin des KZ Stara Gradiška. Dort war sie an der Tötung von Internierten beteiligt und soll dabei äußerst brutal vorgegangen sein. So wird sie heute in einem Satz mit ranghohen KZ-Kommandanten und Ustascha-Mitgliedern genannt, die für ihre Verbrechen in den KZ des Unabhängigen Staates Kroatien berüchtigt waren oder wegen Kriegsverbrechen verurteilt wurden, darunter auch Miroslav Filipović. Filipović, ein ehemaliger Franziskaner, war Militärgeistlicher der Ustascha und vorübergehender Kommandant der KZ in Jasenovac und Stara Gradiška.
Buždon-Slomić hatte Verbrechen an weiblichen Gefangenen begangen, von denen die meisten Serbinnen oder Jüdinnen waren, darunter auch Kinder. Eine Gefangene soll sie mit Draht erdrosselt haben. Während des Prozesses gegen Dinko Šakić 1999 behauptete eine ehemalige Gefangene des KZ, dass sie Zeugin war, wie Buždon-Slomić eine weibliche Gefangene umbrachte. Als Wärterin soll sie direkte Befehle von Ustascha-General Vjekoslav Luburić ausgeführt haben. Während der Einnahme von Zagreb kurz vor Ende des Zweiten Weltkriegs durch die Partisanen wurde sie von ehemaligen Gefangenen erkannt und schließlich gefangen genommen und am 28. Mai 1945 hingerichtet.